# فردای باشکوه
فردای باشکوه فیلمی به کارگردانی صمد صباحی و نویسندگی اصغر رهبرنوحی محصول سال ۱۳۴۶ است.

## خلاصه داستان
جوان محجوبی که با همسر و فرزندش زندگی راحت و آرامی دارد بر اثر معاشرت با دوستان نااهلش از خانواده و زندگی دور می‌افتد...

## بازیگران
- عبدالله بوتیمار
- پروین غفاری
- علی تابش
- آذر حکمت شعار
- عباس مهردادیان
- احمد قدکچیان
- ولی زاده
- یوری
- عباس مصدق
- عدیله اشراق
- جمیله
- حسن رضایی
- حسن غفاری
- ژنیک
- سهیلا
- شهلا ریاحی
- گرامی نژاد
- جواد وفایی
- حسن مهتابی
- نادر روحی
- جاسم جلیلی